# Thionia bufo
Thionia bufo är en insektsart som beskrevs av Ronald Gordon Fennah 1945. Thionia bufo ingår i släktet Thionia och familjen sköldstritar. Inga underarter finns listade i Catalogue of Life.